# Gaspard-Pierre-Gustave Joly
Pour les articles homonymes, voir Joly.
Gaspard-Pierre-Gustave Joly (1798-1865), né à Frauenfeld et mort à Paris, est un marchand et photographe d'origine genevoise, devenu canadien à la suite de son mariage avec une Canadienne. Célèbre pour avoir pris les premières photographies de l'Acropole d'Athènes puis celles des pyramides d'Égypte en compagnie d'Horace Vernet et de Frédéric Goupil-Fesquet, il est le père de Henri-Gustave Joly de Lotbinière, premier ministre du Québec de 1878 à 1879.

## Biographie
Né le 5 février 1798 en Suisse, Gaspard-Pierre-Gustave Joly est le fils d'Antoine Joly de Marval, négociant, et d'Ursula Fehr de Brunner. Au début du XIXe siècle, la famille s'établit en Champagne, à Épernay où elle se spécialise dans le commerce du vin. Tandis que son père et son frère aîné, Moïse-Salomon, sont retenus à Épernay, Pierre-Gustave, pour trouver de nouveaux clients, parcourt les grandes capitales de l'Europe, Saint-Pétersbourg, Copenhague, Amsterdam. Ses voyages le mènent jusqu'en Amérique où le marchand se mêle aux grands salons de New York et de Montréal.
À Montréal, il rencontre Julie-Christine Chartier de Lotbinière, jeune célibataire de 18 ans héritière de la seigneurie de Lotbinière près de Québec, qu'il épouse en 1828. Après son mariage, il ajoute officieusement « de Lotbinière » à son nom. Il est ami du révolutionnaire Louis-Joseph Papineau. Il passera ensuite son temps à voyager entre la France et le Canada, gérant la seigneurie de sa femme et les divers investissements qu'il fait, entre autres en Guyane française et dans le réseau ferroviaire canadien. Il fera aussi construire sur la pointe Platon à Sainte-Croix son domaine de villégiature estivale, aujourd'hui appelé domaine Joly-De Lotbinière.
Le 19 août 1839, il est à Paris lorsque Louis Daguerre présente le premier appareil photographique au monde scientifique. Prévoyant un voyage en Orient, Pierre-Gustave acquiert un de ces appareils de Noël Paymal Lerebours et part en voyage. Après la Grèce, il se dirige vers l'Égypte. Sur place, il rencontre Horace Vernet et son neveu, Frédéric Goupil-Fesquet, avec qui il poursuivra son voyage. Il parcourt aussi la Palestine, la Syrie et la Turquie. Ses photographies, reproduites en lithographie, sont publiées à Paris en 1841-1843 dans Excursions daguerriennes, ainsi que dans Panorama d'Égypte et de Nubie. Aucune photographie ne lui est connue postérieurement.
En 1861, après 33 ans de vie commune, Joly se sépare de son épouse et laisse ses possessions canadiennes à son fils aîné Henri-Gustave.
Il meurt à Paris le 18 juin 1865 et est enterré au cimetière de Montmartre.

## Photographies publiées dans lesExcursions daguériennes, 1841-1843

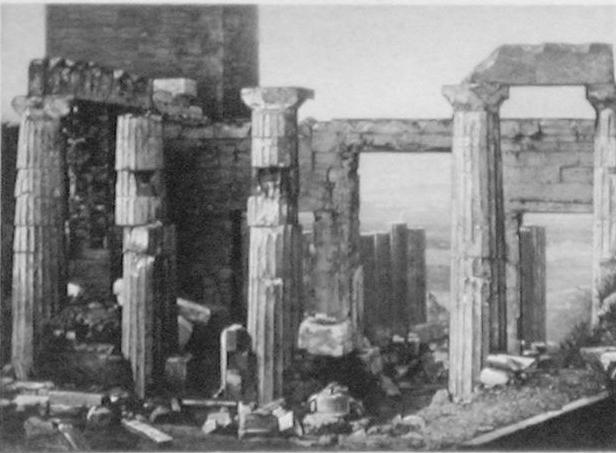
Les Propylées à Athènes, gravure d'Adolphe Pierre Riffaut d'après la photographie prise en octobre 1839.
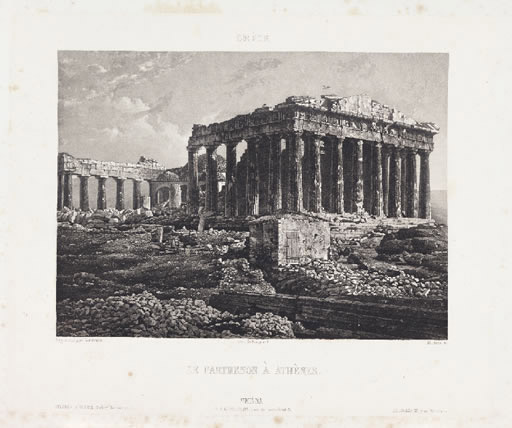
Le Parthénon à Athènes, gravure de Frédéric Martens d'après la photographie prise en octobre 1839.
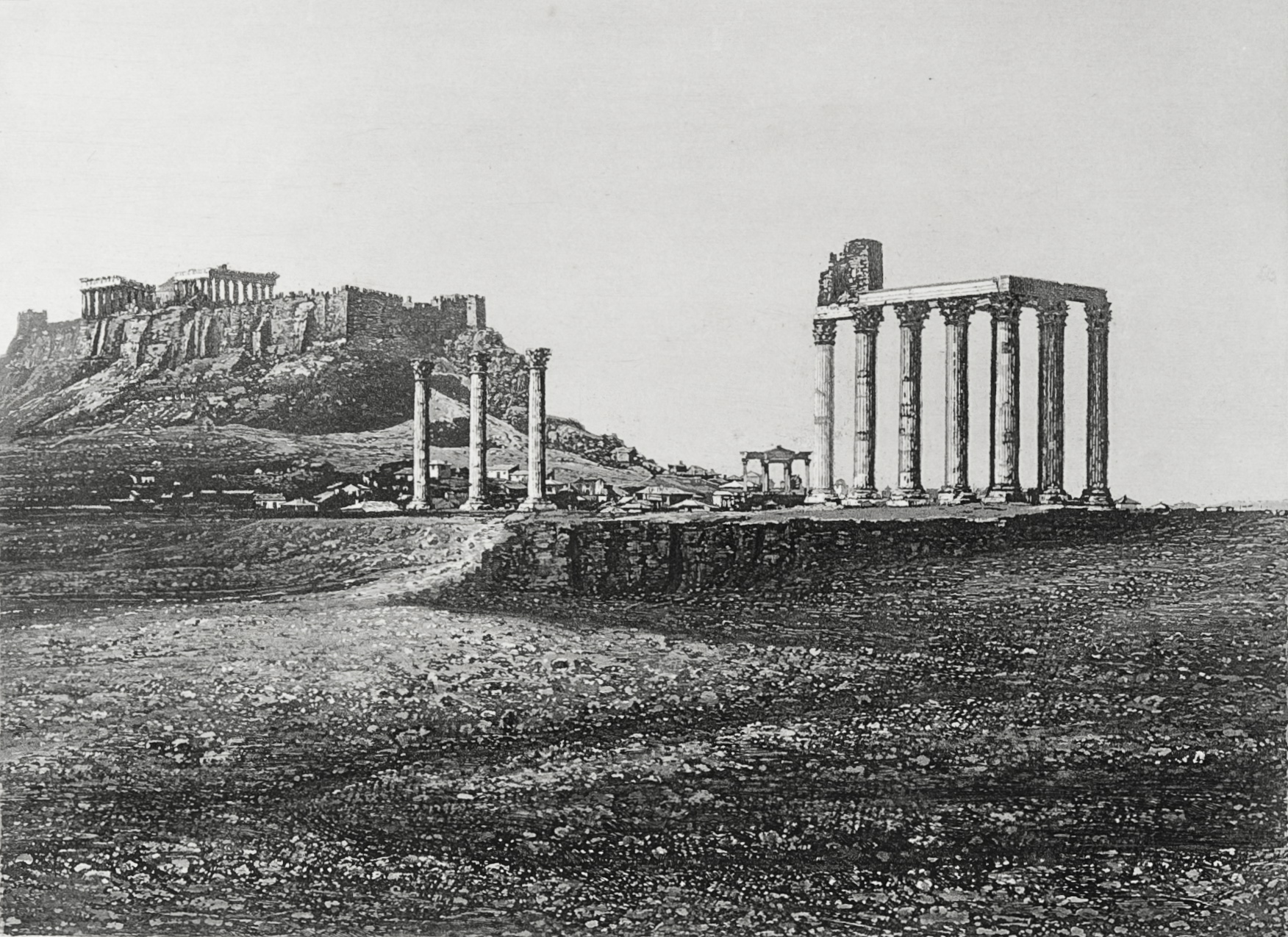
L'Acropole à Athènes, gravure d'Appert d'après la photographie prise en octobre 1839.
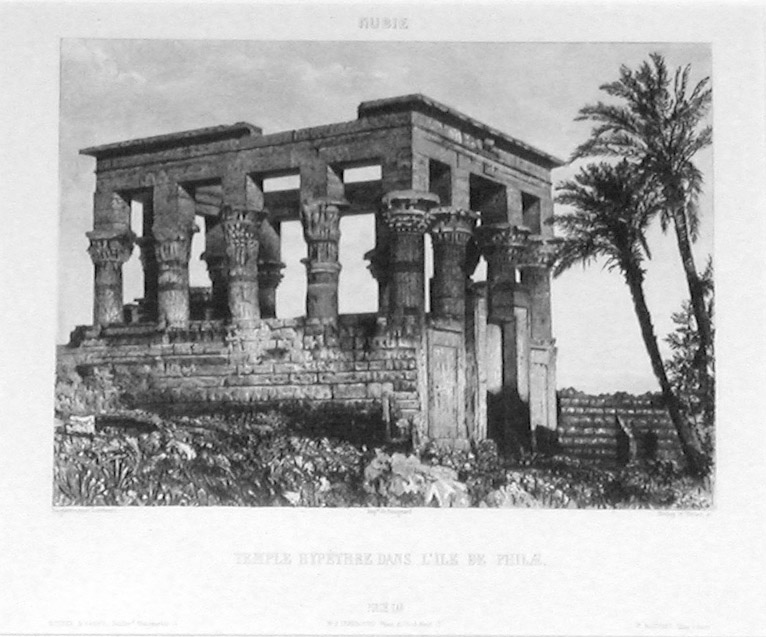
Temple hypèthre dans l'île de Philæ, gravure de Bishop et Antoine Jean Weber d'après la photographie prise en décembre 1839.
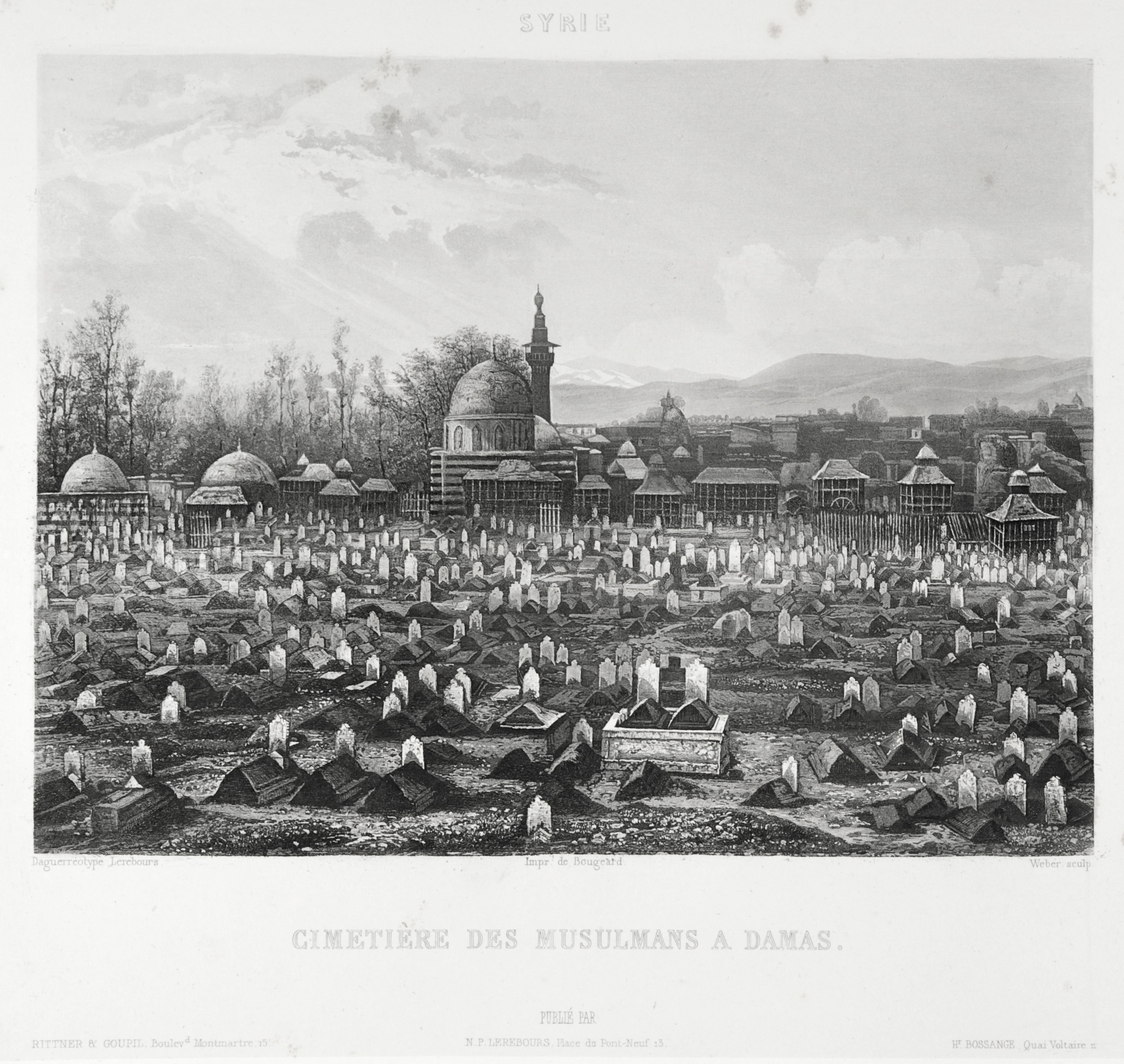
Cimetière des musulmans à Damas, gravure d'Antoine Jean Weber d'après la photographie prise en mars 1840.

## Sources d'archives
Le fonds d'archives de la famille Joly de Lotbinière est conservé au centre d'archives de la Bibliothèque et Archives nationales du Québec.

### Édition de son journal
- Pierre-Gustave Joly de Lotbinière, Voyage en Orient (1839-1840), Journal d'un voyageur curieux du monde et d'un pionnier de la daguerréotypie, édition scientifique Jacques Desautels, Georges Aubin et Renée Blanchet, Québec, Presses de l'université Laval, coll. « Cultures québécoises », 2010, 427 pages  (ISBN 978-2-7637-9014-5)

### Études
- Marcel Hamelin, « Joly de Lobtinière, sir Henri-Gustave », dans Dictionnaire biographique du Canada, Université Laval / Université de Toronto, 2003 (lire en ligne), vol. 13.
- (en + fr) Eleanor Brown, « The world’s first daguerreotype images — Canadian travel photographer Pierre Gustave Gaspard Joly de Lotbinière / Les premières images par daguerréotype au monde — le photographe canadien Pierre Gustave Gaspard Joly de Lotbinière », The Archivist / L'Archiviste. La revue des Archives nationales du Canada, no 118,‎ 1999, p. 22-28 (lire en ligne ).
- Hélène Leclerc, Domaine Joly-De Lotbinière, Fides, 2002  (ISBN 2-7621-2355-0).
- Jean-François Nadeau, « L'appétit du monde d'un des premiers photographes », Le Devoir,‎ 23 avril 2011 (lire en ligne).
- (en) Hazen Sise, « The Seigneur of Lotbinière - His Excursions daguerriennes », Canadian Art, vol. IX, no 1,‎ 1951.